# Vieille assemblée à Kragujevac
La vieille assemblée à Kragujevac (en serbe cyrillique : Зграда Старе скуштине у Крагујевцу ; en serbe latin : Zgrada Stare skuštine u Kragujevcu) se trouve à Kragujevac, dans le district de Šumadija, en Serbie. Il est inscrit sur la liste des monuments culturels de grande importance de la république de Serbie (identifiant no SK 452).
La vieille assemblée (en serbe : Stara skupština) est classée en même temps que la vieille église voisine ; elle fait également partie de l'ensemble urbanistique du Milošev venac qui, dans la ville de Kragujevac, est inscrit sur la liste des entités spatiales historico-culturelles de grande importance de la république de Serbie (identifiant no PKKC 15).

## Présentation

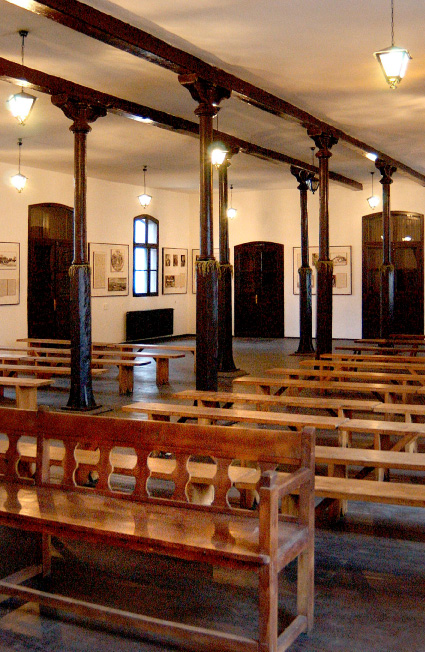
L'intérieur de la Vieille assemblée.

Kragujevac a été la capitale de la principauté de Serbie de 1818 à 1841. Le bâtiment de la vieille assemblée a été construit sur le parvis de la vieille église, près du lieu des premières sessions parlementaires et là où, en 1835, a été proclamée la Constitution de la Chandeleur, la première constitution du pays.
De plan rectangulaire, le bâtiment est constitué d'un seul rez-de-chaussée ; il est doté de fondations peu profondes en pierres concassées et de murs en briques enduites de mortier. L'ensemble se caractérise par l'absence d'éléments décoratifs, à l'exception de pilastres peu profonds. À l'intérieur, la salle de réunion est spacieuse et rythmée par deux rangées de colonnes,. Par ses caractéristiques, il constitue l'un des premiers édifices influencé par la architecture occidentale construit en Serbie.
Le bâtiment, qui a été le premier de ce genre dans le pays, revêt une importance particulière pour le peuple serbe. On y a par exemple annoncé la guerre serbo-turque de 1876, ainsi que l'extension territoriale de la Serbie à la suite du congrès de Berlin de 1878.
Au fil du temps, l'édifice a subi d'importants changements. Il abrite aujourd'hui un musée permanent qui fonctionne comme un département du musée national de Kragujevac,.